# 麥克·穆斯塔卡斯
麥克·克里斯多福·穆斯塔卡斯（英語：Michael Christopher Moustakas，1988年9月11日—）為前美國職棒大聯盟的三壘手，生涯曾效力於皇家、釀酒人、紅人、洛磯與天使等隊，他於2007年大聯盟選秀第二輪被堪薩斯市皇家選走。

## 職業生涯

### 堪薩斯市皇家
2011年6月9日，穆斯塔卡斯與皇家簽下合約。6月10日即登上大聯盟，面對天使隊的投手厄文·桑塔那，3打數1安打1得分，皇家以4比2贏球。該季他出賽89場，打擊率2成63，5轟30分打點。
2012年2月18日，皇家與他簽下了一年合約。該季他締造了連續出賽47場未失誤的隊史紀錄，還製造了41次雙殺，打破了2006年由Mark Teahen締造的34次紀錄。該季他打擊率2成42，20轟73分打點。
2013年，他打擊率下降至2成33，上壘率2成87，12轟42分打點。16次失誤為美聯三壘手第三多。
2014年，穆斯塔卡斯的打擊陷入低潮，5月22日，他的打擊率僅1成52，因此他被下放至3A。6月1日，他回歸大聯盟，整季他打擊率微升至2成12，15轟。該年皇家睽違近30年首闖季後賽，穆斯塔卡斯在他第一次的季後賽經驗就擊出了5轟，為該年季後賽擊出最多全壘打的選手。最後皇家一路驚奇的闖入世界大賽，鏖戰7場不敵巨人。
2015年開季，穆斯塔卡斯延續他去年季後賽的手感，上半季打擊率超過3成，也成功入選該年明星賽。5月15日面對洋基隊，他達成了完全打擊。9月12日，他單場9分打點，打破了先前由Billy Butler和喬治·布列特共同保持的單場7分打點的隊史紀錄。該年他打擊率為2成84，22轟82分打點。皇家也再度闖入世界大賽，擊敗大都會隊奪冠。
2016年5月7日，穆斯塔卡斯因左手大拇指受傷而進入15天傷兵名單。5月22日，他和隊友艾力士·古登為接界外飛球發生碰撞，透過核磁共振發現他右膝的前十字韌帶斷裂，賽季報銷。
2017年，穆斯塔卡斯再度入選明星賽，並參加了全壘打大賽。7月28日，他在芬威球場擊出單季第30轟，成為皇家隊史上最快達成單季30轟的球員，最終他以單季38轟坐收，成為皇家隊史單季全壘打王。
2018年3月10日，皇家與他簽下了一年550萬美元的合約。

### 密爾瓦基釀酒人
2018年7月28日，正值重建的皇家將穆斯塔卡斯交易至釀酒人隊，換來Brett Phillips和Jorge López。
2018年10月4日，穆斯塔卡斯在國聯分區賽第一戰延長10局擊出再見安打，幫助球隊以3比2贏球。最終釀酒人三場橫掃洛磯，後來止步於國聯冠軍賽。10月30日，穆斯塔卡斯跳出合約，投入自由球員市場。

### 辛辛那提紅人
2019年12月5日，穆斯塔卡斯與紅人簽下4年6400萬美元的合約。這張合約也是紅人隊史最大合約。
2022年12月22日，紅人隊將穆斯塔卡斯指定讓渡。他在2023年1月5遭到釋出。

### 科羅拉多洛磯
2023年3月5日，穆斯塔卡斯與洛磯簽下小聯盟合約。他在3月25日入選開幕戰26人名單。

## 外部連結
- 球員資訊和成績在MLB ，ESPN ，Retrosheet ，Baseball Reference ，Baseball Reference (Minors) ，Fangraphs ，The Baseball Cube （英文）